# Rignano Garganico
Rignano Garganico község (comune) Olaszország Puglia régiójában, Foggia megyében.

## Fekvése
A Gargano-hegység és a Tavoliere delle Puglie határán fekszik, Foggiától északkeletre.  

## Története
A település első írásos említése 1029-ből származik. 

## Népessége
A lakosság számának alakulása:

## Főbb látnivalói
- Santa Maria Assunta-templom
- Grotta Paglicci - neolitikumi leleteket tartalmazó barlang